# Wacław Olszak
Wacław Olszak (29. května 1868, Šenov u Ostravy – 11. září 1939, Karviná) byl polský lékař, národní a sociální aktivista na Těšínsku, starosta Karviné v letech 1929–1936.

## Život
Narodil se v rodině chalupáře jako desáté dítě Wacława a jeho ženy Marianny rozené Pastyrniakové. Během výuky v základní škole se projevilo jeho nadání v učení, které plně využil při studiu na německém gymnáziu v Těšíně. Tam v roce 1889 maturoval a následně studoval medicínu ve Vídni, kde byl v roce 1895 promován doktorem všeobecného lékařství. Během studií působil ve Vídni v akademickém sdružení „Ognisko“.
Od roku 1896 byl lékařem Bratrské pojišťovny uhelného průmyslu v Karviné. Bydlel v domě č. p. 447. Byl prvním polským lékařem v Karviné. V roce 1909 se stal lékařem studentů a jejich rodin v Polském gymnáziu J.Słowackého v Orlové. Díky svým odborným schopnostem byl jmenován zámeckým lékařem hraběte Larisch-Mönicha. Celoživotně se vzdělával a získané poznatky uplatnil v lékařské praxi. Jako lékař byl obětavý a nezištný, čímž si získal mezi horníky a ostatním obyvatelstvem nebývalou oblibu. Ta mu nakonec vynesla v letech 1929–36 funkci starosty Karviné.
Mimo svou lékařskou praxi působil od roku 1904 v Matici školní těšínského knížectví, které v létech 1921 až 1930 předsedal. Za jeho předsednictví došlo k znovuzrození polského školství na Těšínsku a v roce 1909 k založení polskojazyčného gymnázia (jediného v pozdější ČSR). Z dalších aktivit je třeba vyjmenovat jeho působení ve „Sdružení křesťanských dělníků Praca“ v Karviné, ve vydavatelství Dědictví blahoslaveného Jana Sarkandra a v politické straně Svaz slezských katolíků, za niž byl v bouřlivých poválečných letech delegován do Národní rady těšínského knížectví (Rada Narodowa Księstwa Cieszyńskiego), jedné ze dvou soupeřících prozatímních vlád na Těšínsku, která usilovala o připojení celého území historického knížectví k obnovenému Polsku. Po rozdělení Těšínského Slezska (1920) byl až do roku 1930 předsedou hlavního výboru polské Matice školské v Československu.
V roce 1928 ze svých vlastních příjmů vytvořil základ stipendia podporující chudé studenty. Od roku 1935 stál v čele autonomistické Nejvyšší rady Poláků v Československu.
V období Mnichovské krize na podzim 1938 podporoval Polsko v jeho územních nárocích vůči ČSR a nakonec uvítal obsazení větší části Těšínska (tzv. Zaolzie), čímž se dopustil, viděno z českého hlediska, skutku vlastizrady a kolaborace.
Po vypuknutí druhé světové války připadla oblast, jen nedávno Polskem zabraná, do rámce Německé říše a začalo tvrdé pronásledování české a zejména polské inteligence. Dr. Olszak byl při výslechu na gestapu surově zbit a na následky zranění dne 11. září 1939 zemřel. Jeho hrob se nachází na hřbitově v Karviné-Dolech.
V roce 1998 na jeho počest byla na zdi polské školy ve Fryštátu (centru Karviné) odhalena pamětní deska a pojmenována ulice.

### Rodina
Dne 14. ledna 1902 se oženil s Marií Krusovou. Měli čtyři děti: Wacława, Felikse, Antoniho a dceru Marii.

### Vyznamenání
Krzyż Komandorski Orderu Odrodzenia Polski  (1938) – udělen za společenskou angažovanost

## Galerie

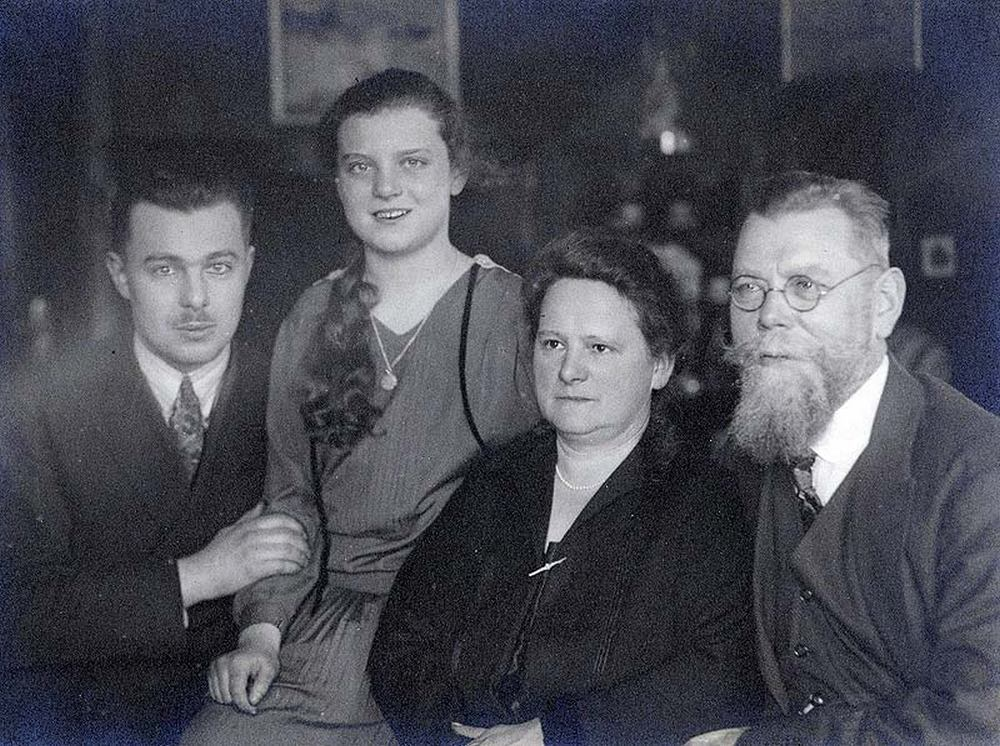
S rodinou
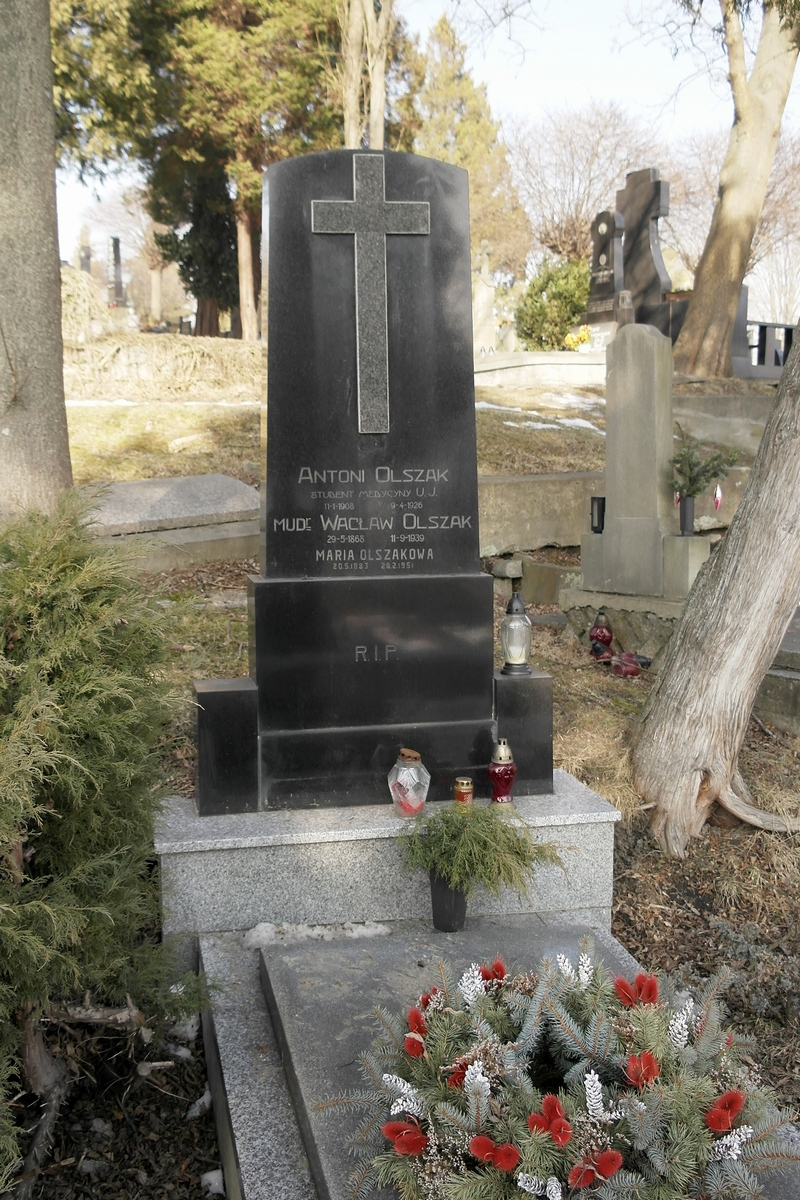
Hrob na hřbitově v Karviné-Dolech
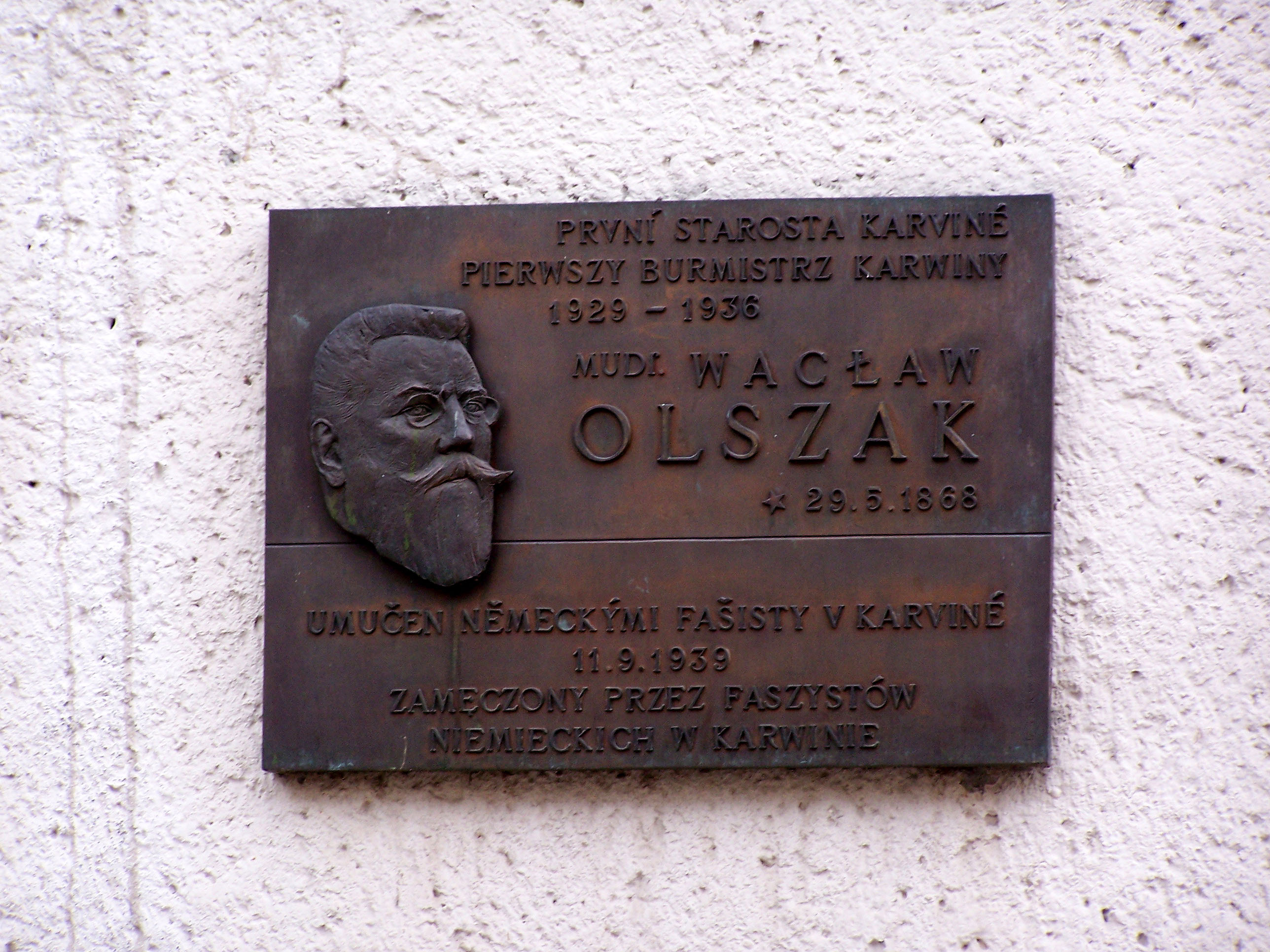
Pamětní deska
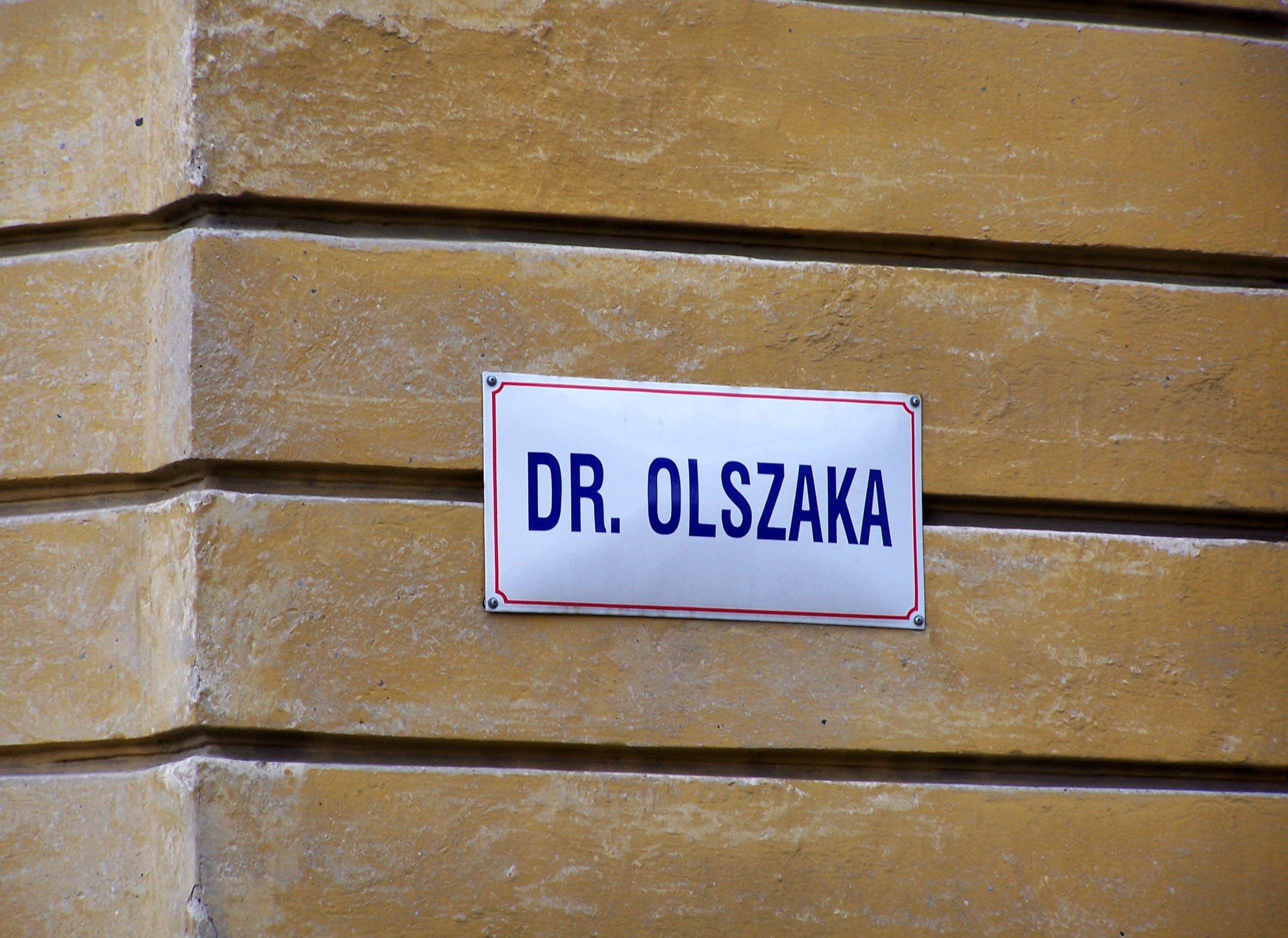
Ulice v Karviné-Fryštátu